# Gran i General Consell
El Gran i General Consell era la màxima assemblea estamental representativa de la ciutat i de l'illa de Mallorca des de la seva creació el 7 de juliol de 1249 fins l'abolició el 22 de juliol de 1718 per Felip V, juntament amb tot el dret públic mallorquí, emparant-se en el Decret de Nova Planta de Govern de Mallorca i Eivissa (28 de novembre de 1715).
Juntament amb la Juraria, constituïen la Universitat de la Ciutat i Regne de Mallorca. La seva seu era al primer pis de l'actual edifici de l'ajuntament de Palma.

## Jurisdicció
El Gran i General Consell va ser una institució única de l'illa de Mallorca, sense caràcter interinsular ni potestat sobre Menorca o Eivissa, que disposaven cadascuna dels seus consells propis. Així mateix, la institució virregnal i la del procurador reial sí que tenien abast sobre totes les illes, però aquestes pertanyien directament a l'administració reial.

## Funcions
Des del principi, el regne mancà de Corts pròpies i mai les aconseguirà, malgrat demanar-les en varies ocasions a partir de la segona meitat del segle xvi. Aquesta absència és una decisió deliberada dels distints poders reials per aprofitar-se de la fragilitat del regne en benefici propi. El naixement d'aquest fet està emmarcat en la dinàmica d'ocupació i reconquesta del regne durant el segles xiii i xiv per part de la corona d'Aragó i la dinastia local. Aquests esdeveniments anaren consolidant polítiques que reduïren l'autonomia de les institucions locals en benefici de l'autoritat reial.
Als seus inicis, funcionava com un consell assessor dels jurats, però després de la reforma impulsada pel rei Sanç, es convertí en una assemblea deliberativa del regne, amb acords que els jurats estaven obligats a executar.
En el cas de Mallorca, el Gran i General Consell aplegava les funcions representatives del regne i assessorava els jurats, els quals ostentaven el poder executiu i la capacitat de poder convocar-lo. Les sessions es convocaven, amb permís del representant del rei, per tractar qüestions cabdals, i les deliberacions quedaven registrades en les seves actes. Malgrat que el rei mantenia un poder legislatiu absolut al Regne de Mallorca (a diferència del que succeïa en altres territoris de la Corona d'Aragó, on existien Corts), el Gran i General Consell promovia sovint propostes de llei que el monarca podia sancionar unilateralment. Amb tot, la realitat era que en moltes ocasions, la monarquia es limitava a validar, mitjançant la sanció reial, les propostes que sorgien dels diversos estaments del regne, entre ells el Consell. Durant gran part de la seva vigència, per prendre acords, calia el quòrum de dues terceres parts dels seus membres, una exigència que dificultava la presa de decisions.

## Competències

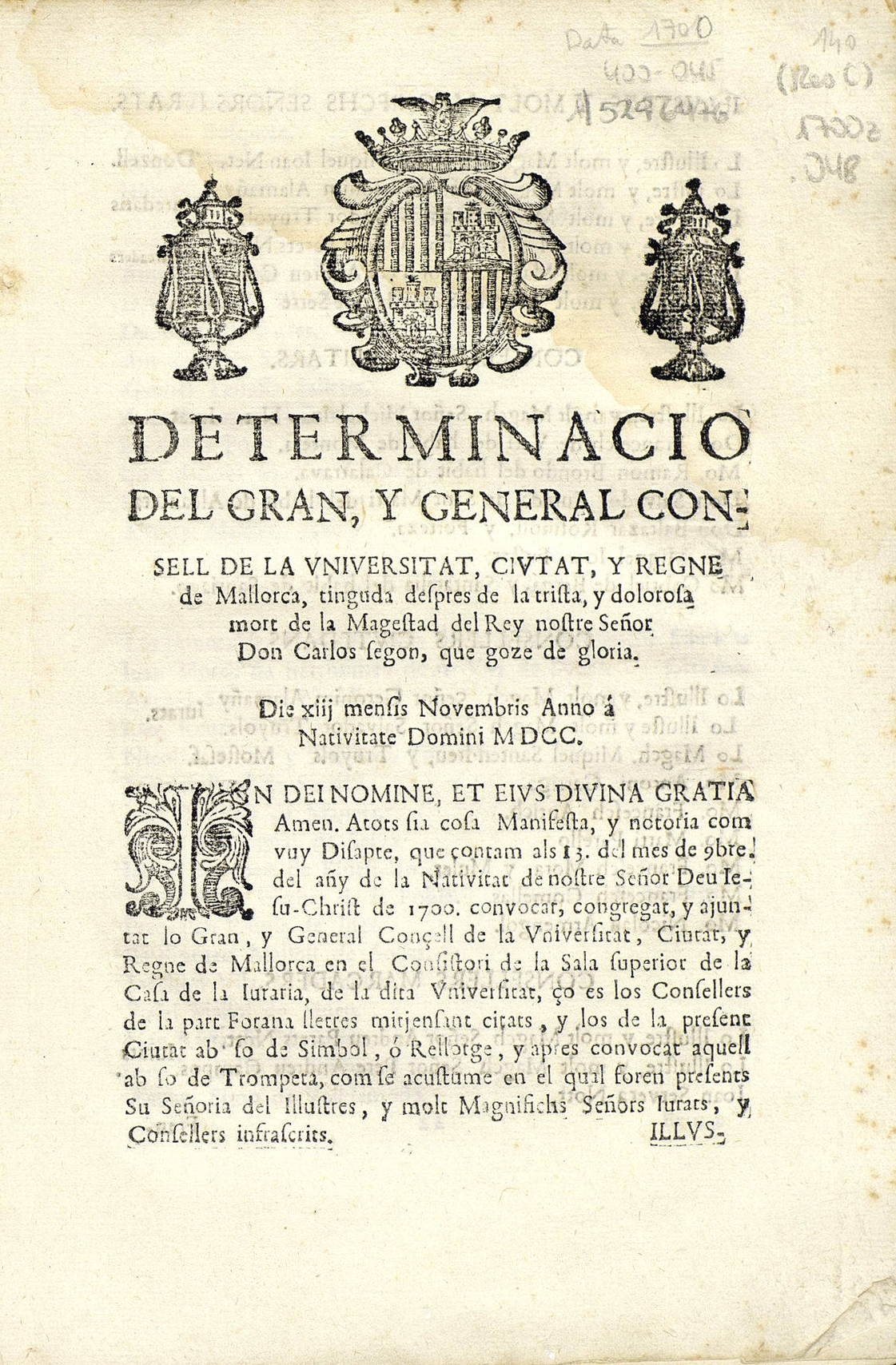
Document del Consell

- Elaboració de lleis, que després havia d'aprovar el virrei o el rei directament, segons la seva importància.
- Proposició de lleis al rei.
- Redacció i aprovació dels estatuts per a la regulació dels serveis de la seva competència.
- Gestió de la hisenda pública amb els imposts propis: imposició de drets per a l'ordenació dels ingressos i de les despeses.
- Promoció de l'economia, especialment garantint l'abastiment de blat.
- Representació del regne i defensa de l'ordre constitucional i jurídic propi.
- Defensa: organització de la milícia, gestió de les unitats militars pròpies; compra, fabricació i adob d'armament; fortificació.
- Sanitat i beneficència.
- Pesos i mesures oficials.
- Obres públiques.
- Comerç.
- Cultura, ensenyament i religió.
- Enviament de síndics com a ambaixadors fora de l'illa.

## Composició del Gran i General Consell
El Consell Plener, també conegut com el «Consell de dins e de fora», era el Gran i General Consell en sessió plenària, presidit pel jurat en cap i format per 72 membres des de 1614, representant diferents estaments socials. Ja des de 1249, amb la creació de la Juraria, es debatien les qüestions ordinàries en un consell reduït, reservant les més importants per a l'assemblea general.
El Consell Menor o Consell Secret, era una comissió delegada del Consell Plener del Gran i General Consell de Mallorca, establerta el 1315 per ordre del rei Sanç I. Estava format per 30 membres, incloent els jurats, consellers ciutadans, mercaders, menestrals, cavallers i representants del Sindicat de Fora. La seva funció principal era la redacció de documentació legal i la gestió de temes delegats pel Consell Plener, tot i que tenia limitacions: no podia decidir sobre l'enviament d'ambaixades a la Cort ni sobre serveis econòmics al rei, competències reservades al Gran i General Consell.

## Sistemes d'elecció

### Inicis
El sistema d'elecció dels consellers inicialment es basà en el règim de franquesa, atorgat per Jaume I al Regne de Mallorca el 1249 durant la constitució de la Juraria, on la responsabilitat requeia damunt els jurats de la Universitat. Durant el segle xiii el Consell no serà més que l'òrgan assessor de la Juraria. A finals de l'esmentat segle les disputes entre els primers bàndols de patricis urbans i les reclamacions de representació de la part forana, fan que es necessiti una reglamentació més específica i amb més representativitat de la nova societat mallorquina que s'anava creant.

### El canviantseglexiv
Durant el segle xiv es varen viure set canvis legals que regulaven el sistema de funcionament del General Consell. El primer vingué amb la sentència arbitral del 19 de juny de 1315 de Sanç I, on establia una representació definida de la part forana, que havia anant guanyant pes arran de les Ordinacions promulgades per Jaume II. A més, possibilità als forans tenir veu en el control de les despeses públiques i establia finalment la institució com un òrgan executiu permanent.
La reforma de Pere el Cerimoniós del 3 d'agost de 1351 posà els primers límits a la lliure elecció dels membres de Gran i General Consell per part dels jurats, ja que exigia que hi hagués paritat entre els estaments, tant al Consell Plener con al Consell Menor. Aquest fou un canvi innovador que no es va aplicar a altres territoris de la Corona d'Aragó fins al segle xv. Amb aquesta nova situació guanyaren poder els estaments de cavallers i menestrals enfront els ciutadans i mercaders; cristal·litzant els trets distintius dels bàndols que lluitaren pel poder durant els següents tres segles.
El rei Pere atorgarà dues noves pragmàtiques el 1359 i el 1373, tractant de reequilibrar la influència dels bàndols i fent que les viles d'Inca, Pollença, Sóller, Manacor, Sineu i Llucmajor tinguessin dos representants al Gran i General Consell, enfront un de la resta de les viles. La pragmàtica de 1373 fou un pas endavant en l'intent de control de l'assemblea per part de la monarquia, ja que es reservava l'elecció dels consellers. La reforma va més enllà i hi ha un important capgirell: ara és el Consell qui elegeix als jurats.
El desig de seguir controlant de prop els bàndols ciutadans fa que dues noves pragmàtiques s'aprovin el 1382 i el 1398. A la primera, aprovada el 23 de novembre, el rei Joan I manà que el càrrec de conseller fora vitalici i establí un sistema de sort per les vacants que anassin sorgint, malgrat ser escollint d'entre les llistes confeccionades pels jurats. L'oposició furibunda dels bàndols fan que es posi en marxa la pragmàtica d'Hug d'Anglesola del 10 de juny de 1398, que tracta de fermar-los curt amb una major representació de les viles foranes i la creació d'uns consells parroquials que es tornen en el govern de la ciutat.

### El règim de concòrdia
La figura de Pere Descatlar esdevé fonamental durant el segle xv. Aquest, fou el cap del bàndol del Call i emprà el poder que li atorgava ser el mestre de la seca de Mallorca i prestador del rei Alfons V per comprar el favor del monarca i canviar els règims segons la seva conveniència. La reforma del règim de concòrdia de 1440 fou promoguda pel governador Berenguer d'Oms, declarant un altre canvi radical: un conseller podria ser qualssevol mallorquí major de 25 anys, declarat hàbil pel governador i els jurats. Els consellers seguirien proposant els jurats, i aquells amb més vots passarien a ser escollits a l'atzar. La resposta per part de Pere Descatlar no es feu esperar i el 1441 emprà les seves influències per fer que el rei tornàs al règim de franquesa original. La situació es manté pocs anys, ja que la parcialitat de bàndol dominant i el descontent al voltant del mestre de la seca provocaren una etapa de difícil governació.

### Implantació i modificació de la insaculació
El «regiment de sort i sach», fou establert a Mallorca el 14 d'agost de 1447 per Alfons el Magnànim. Aquest, era un sistema d’insaculació per seleccionar càrrecs públics mitjançant sorteig. Els noms dels candidats s'introduïen en sacs designats per estaments o càrrecs específics, amb el sorteig supervisat per autoritats com el lloctinent i els jurats. Aquesta pràctica, renovada anualment, buscava reduir conflictes entre faccions i garantir el control reial sobre el poder municipal. Tot i l'objectiu d'evitar disputes, la insaculació fou manipulada sovint per la monarquia, especialment pels virreis, que vetaven candidats i introduïen noms afins als seus interessos. Això generà tensions entre els governants locals i la corona, reforçant el control reial sobre el govern insular.
Després de la pragmàtica de 1447, el Gran i General Consell quedà integrat per 84 membres: 56 representants de la ciutat i 28 de la part forana. Amb això, dues terceres parts de la institució restaven en mans de la població urbana, fet que reflectia l'hegemonia política de ciutat sobre la resta de l’illa, però no el pes poblacional. Aquests 56 consellers urbans es distribuïen en quatre estaments. El pes de l'atzar en la designació quedava matisat pel fet que, abans de cada sorteig, s'elaborava o actualitzava la llista de les persones habilitades per accedir als càrrecs, la qual cosa donava lloc a intensos debats i maniobres per part de les diferents faccions polítiques.
Amb el temps, s'evidenciaren conflictes polítics i socials, tant dins la ciutat, com entre la ciutat i la part forana (que reclamava més influència i un repartiment de càrrecs més just). Això va fer que la monarquia, a través del virrei, intervingués en la confecció de les llistes de consellers i jurats, introduint o vetant noms i afavorint, segons convengués, uns grups o altres. Finalment, al segle xvii, el rei Felip III dictà dues pragmàtiques (1600 i 1614) que reordenaren la representació al Gran i General Consell. L'objectiu principal fou limitar el poder de l'oligarquia ciutadana i atorgar certes concessions als representants forans, que servien a la Corona per compensar i contrarestar el pes polític de la ciutat.

### Taula d'evolució de l'organisme
| Disposició legal | Número de consellers                                         | Número de consellers    | Número de consellers | Sistema d'elecció                                                      | Sistema d'elecció                                                                                           |
| Disposició legal | Ciutat                                                       | Forans                  | Total                | Ciutat                                                                 | Forans |
| --- | ------------------------------------------------------------ | ----------------------- | -------------------- | ---------------------------------------------------------------------- | --- |
| Pragmàtica de 1249 | A voluntat dels jurats                                       | —                       | —                    | Designació per part dels jurats                                        | — |
| Resolució de 1299 | No més gran de 100                                           | Discrecional            | —                    | Amb el consentiment del rei o del lloctinent                           | Designació per part dels jurats                                                                             |
| Sentència de 1315 | A voluntat dels jurats                                       | 10 síndics i consellers | —                    | Designació per part dels jurats                                        | Designació per part dels jurats                                                                             |
| Pragmàtica de 1351 | A voluntat dels jurats amb paritat per estament              | 10 síndics i consellers | —                    | Designació per part dels jurats                                        | Designació per part dels jurats                                                                             |
| Sentència Bernat de Tous (1359) | 46 (Cavallers) 46 (Ciutadans) 46 (Mercaders) 46 (Menestrals) | 66                      | 250                  | Designació per part dels jurats                                        | Designació per part dels jurats amb dret de presentació dels jurats de les viles                            |
| Pragmàtica de 1373 | 25 (Cavallers) 25 (Ciutadans) 25 (Mercaders) 25 (Menestrals) | 39                      | 139                  | Designació per part del rei, passant els consellers a triar els jurats | Designació per part del rei. Un de cadascuna de les viles menors (27) i dos de cadascuna de les majors (12) |
| Pragmàtica de 1382 | 16 (Cavallers) 16 (Ciutadans) 16 (Mercaders) 16 (Menestrals) | 26                      | 100                  | Designació per part del rei                                            | Designació per part del governador                                                                          |
| Pragmàtica de 1387 | 20 (Cavallers) 20 (Ciutadans) 20 (Mercaders) 20 (Menestrals) | 31                      | 111                  | Designació per part del rei                                            | Designació per part del governador                                                                          |
| Pragmàtica de 1398 | 9 (Cavallers) 18 (Ciutadans) 18 (Mercaders) 18 (Menestrals)  | 30                      | 93                   | Elecció a sorts els entre consells parroquials                         | Elecció per viles amb criteri de densitat                                                                   |
| Pragmàtica de 1447 | 8 (Cavallers) 16 (Ciutadans) 16 (Mercaders) 16 (Menestrals)  | 28                      | 84                   | Elecció a sorts                                                        | Elecció a sorts                                                                                             |
| Pragmàtica de 1614 | 12 (Cavallers) 12 (Ciutadans) 8 (Mercaders) 12 (Menestrals)  | 28                      | 72                   | Elecció a sorts                                                        | Elecció a sorts                                                                                             |
| Font: Piña Homs, Román. El Gran i General Consell: asamblea del Reino de Mallorca (en castellà). Palma: Diputació Provincial de Balears, 1977. ISBN 84-6000962-9. |                                                              |                         |                      |                                                                        | |

## Funcionaris
- Notari escrivà, més endavant substituït per un secretari funcionari, que arribà a ser també l'arxiver.
- Dos síndics.
- Correu.
- Artillers de la Universitat, talaiers, músics.

## Abolició
El Gran i General Consell va restar vigent fins al 28 de novembre de 1715, quan fou abolit arran de la instauració del Decret de Nova Planta de Govern de Mallorca i Eivissa, que eliminà el dret públic mallorquí i instaurà les lleis castellanes. Hom indica que aquest seria el punt final d'un llarg procès d'estancament i decadència del sistema legal al llarg del segle xvii, que no s'adaptava a la nova realitat social de moment.
Malgrat haver demanat el manteniment dels oficis de la universitat, ciutat i regne, al 4t punt de les capitulacions que seguiren a la rendició de la ciutat l'11 de juliol de 1715, la veritat és que el general conqueridor François Bidal d'Asfeld ho va deixar al criteri del monarca borbònic. El general recomanava al rei que es mantinguessin les institucions amb els canvis corresponents per garantir la seva fidelitat, inclús es sap que Lluís XIV era del mateix parer, però la decisió final no anà en aquesta línia.
Segons el Decret de Nova Planta i la Reial Ordre del 12 d'agost de 1717, els jurat es convertien en mers regidors de Palma i el govern polític de Mallorca passava a la Reial Audiència borbònica i al capità general. El fet causà tal commoció que els jurat demanaren una confirmació i un aclariment de les seves competències, vist que es creava un buit normatiu en el govern de l'illa per l'abolició del General Consell, però la Reial Ordre del 22 de juliol de 1718 confirmava el dispost anteriorment.